# Ораз ата
Ораз ата (каз. Ораз ата, до 2021 г. — Димитрово) — село в Келесском районе Туркестанской области Казахстана. Входит в состав Биртилекского сельского округа. Код КАТО — 515447400.

## Население
По данным 1999 года, в селе не было постоянного населения. По данным переписи 2009 года, в селе проживал 1641 человек (796 мужчин и 845 женщин).